# Jaroslav Nešetřil
Jaroslav Nešetřil (Brno, 13 marzo 1946) è un matematico ceco, docente all'Università Carolina di Praga.
Le sue aree di ricerca includono: la matematica combinatoria (combinatoria strutturale, teoria di Ramsey), la teoria dei grafi (colorazione, strutture sparse), l'algebra (rappresentazione di strutture, categorie, omomorfismi), i poset (diagramma e dimensione degli insiemi parzialmente ordinati) e l'informatica (complessità, classi di complessità P e NP).

## Biografia
Nel '64 si iscrisse all'Università Carolina di Praga, laureandosi in cinque in matematica.Durante tale periodo, frequentò un semestre a Vienna e l'ultimo anno di corso all'Università McMaster per completare anche il master.
Nel 1973, Nešetřil conseguì il PhD all'Università Carolina con la supervisione di Aleš Pultr e Gert Sabidussi. Caporedattore della rivista Computer Science Review e di Electronic Journal of Combinatorial Number Theory (INTEGERS)., editore onorario dell'Electronic Journal of Graph Theory and Applications, è stato l'autore di oltre 300 pubblicazioni.
Già docente nel 1970, nell''81 diresse il gruppo di lavoro nell'ambito della ricerca operativa, mentre dall''86 fu nominato al vertice del gruppo di ricerca di matematica applicata, conseguendo due anni più tardi l'abilitazione alla docenza con una tesi intitolata Partition de structures. Sempre nell'ateneo della capitale, nel 1993 diventò ordinario e, tre anni dopo, direttore del DIMATIA (Centro di ricerca della matematica discreta, dell'informatica e delle applicazioni). Nel 2009, iniziò a coordinare Istituto di Informatica Teorica dello stesso ateneo.
Nel 2006 fu nominato presidente del Comitato di matematica della Repubblica Ceca (il partner ceco dell'IMU), e, a partire dal 2008, è divenuto membro del comitato direttivo dell'Accademia Sinica.
Nel 2008, rappresentò la Repubblica Ceca fra i relatori del Congresso europeo di matematica di Amsterdam  e fu invitato a intervenire nelle sezioni di logica/fondazioni/combinatoria al Congresso Internazionale di Matematica svoltosi nel 2010 a Hyderabad, in India.
Nel 2018, in occasione del 670º anniversario dell'istituzione dell'Università Carolina, Nešetřil ricevette dal rettore il premio Donatio Universitatis Carolinae, motivato dal suo «contributo alla matematica e per il suo ruolo di leader nella creazione di un gruppo di fama mondiale nel campo della matematica discreta alla Charles University».
Nel corso della sua carriera accademica, è stato professore ospite delle seguenti università: Università McMaster, di Waterloo, Barcellona, Bonn e Chicago, l'ENS di Francia, la aBRI di Bordeaux, all'Academia Sinica di Taiwan e all'Istituto Mittag-Leffler di Stoccolma.

Inoltre, è stato consigliere scientifico di Microsoft Research e di Bell Laboratories.

## Opere
- Pavol Hell e Jaroslav Nešetřil, Graphs and Homomorphisms (Oxford Lecture Series in Mathematics and Its Applications), Oxford University Press, 2004, ISBN 0-19-852817-5.
- Jiří Matoušek e Nešetřil, Jaroslav, Invitation to Discrete Mathematics, Oxford University Press, 1998, ISBN 0-19-850207-9.
- (DE) Jiří Matoušek, Nešetřil, Jaroslav e Mielke, H. (translator), Diskrete Mathematik: Eine Entdeckungsreise, Springer, 2002, ISBN 3-540-42386-9.
- (FR) Jiří Matoušek e Nešetřil, Jaroslav, Introduction aux mathématiques discrètes, Springer, 2006, ISBN 2-287-20010-X.
- Jaroslav Nešetřil e Patrice Ossona de Mendez, Sparsity - Graphs, Structures, and Algorithms (Algorithms and Combinatorics, Vol. 28), Springer, 2012, ISBN 978-3-642-27874-7.
- Jaroslav Nešetřil e Vojtěch Rödl, Mathematics of Ramsey Theory (Algorithms and Combinatorics, Vol. 5), Springer, 1991, ISBN 0-387-18191-1.

## Premi e riconoscimenti
- 1985: premio nazionale per la metematica con Vojtěch Rödl, per gli articoli pubblicati sulla Teoria di Ramsey;
- 1996: membro corrispondente dell'Accademia Tedesca delle Scienze;
- 2002: dottorato honoris causa da parte dell'Università dell'Alaska a Fairbanks;
- 2009: dottorato honoris causa da parte dell'Università Bordeaux I.[8];
- 2010: Medaglia al merito della Repubblica Ceca;
- 2011: Medaglia d'oro da parte della Facoltà di Matematica e Fisica dell'Università Carolina;
- 2012: elezione a membro dell'Academia Europæa.[9];
- 2012: inserimento del libro Sparsity - Graphs, Structures, and Algorithms nell'ACM Computing Reviews all'interno della categoria "Premi e articoli degni di menzione per il 2012"[10];
- 2013: elezione a membro onorario dell'Accademia ungherese delle scienze.[11]